# 赤麂
赤麂（學名：Muntiacus muntjak），又称印度麂，属鹿科麂属，目前可分15個亞種。

## 特征
赤麂是一種体型较大的麂类，体长1～1.2米，肩高50～55厘米。雄麂有小角，角冠基部分出一小枝，角柄前方有一黑色纵纹。長有突出上顎的犬齒，每年會脫角及重長；雌性無角。
赤麂眼下長有发达的眶下香腺，额腺较长，會分泌香油用以標示領域。

## 習性
赤麂性格溫馴細膽，受驚或遇到危險時會發出如狗吠的聲音，所以又有吠鹿(Barking Deer)的稱呼。除了交配季節外，牠們一般獨居，但也有少數群居，甚至與其他大型動物一齊進食。豹、豺、虎與緬甸蟒蛇是赤麂的主要天敵。
赤麂為植食性動物，主要以野果及幼葉為食糧，有時會捕捉昆蟲來吃。

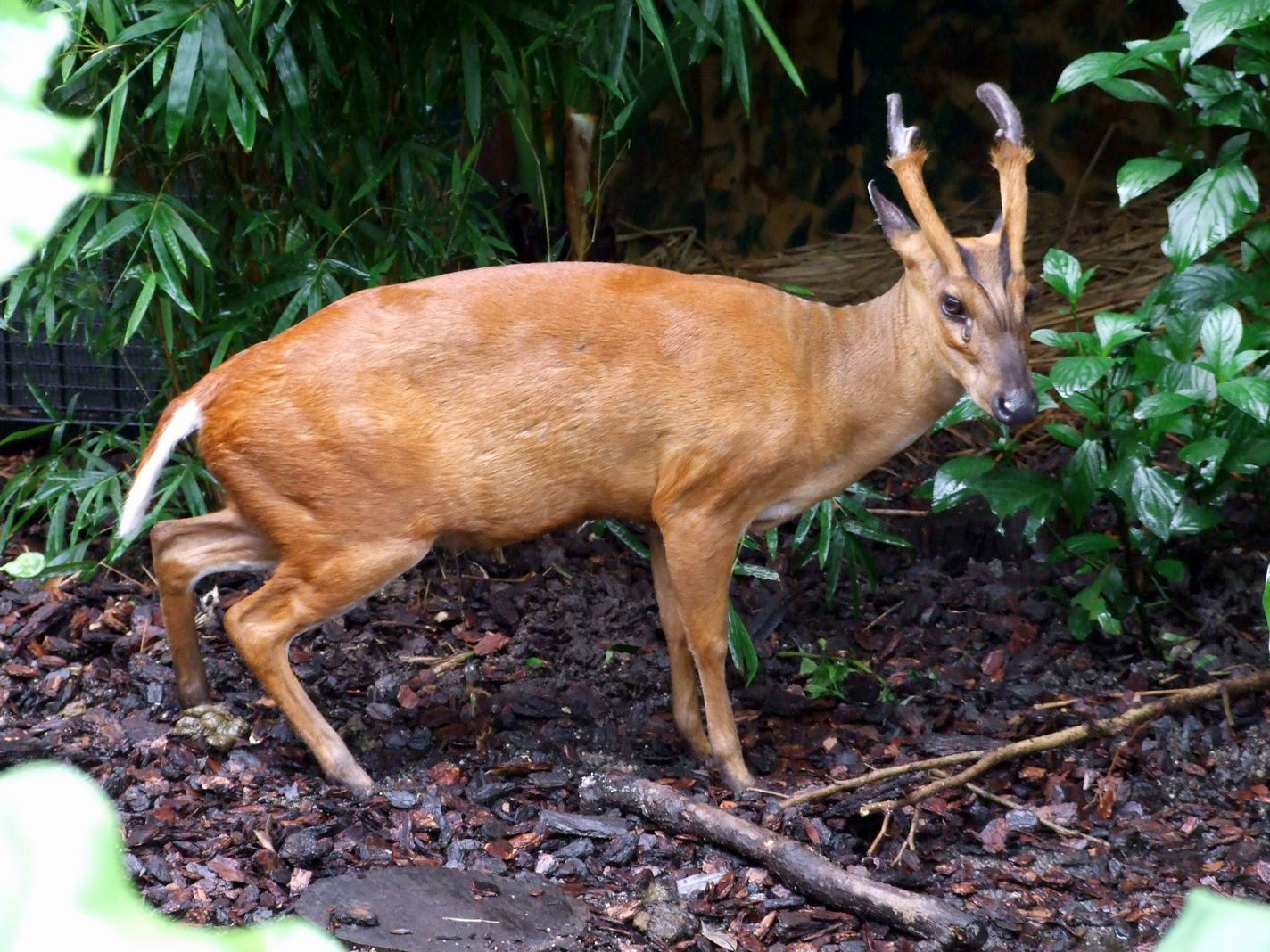
雄性赤麂
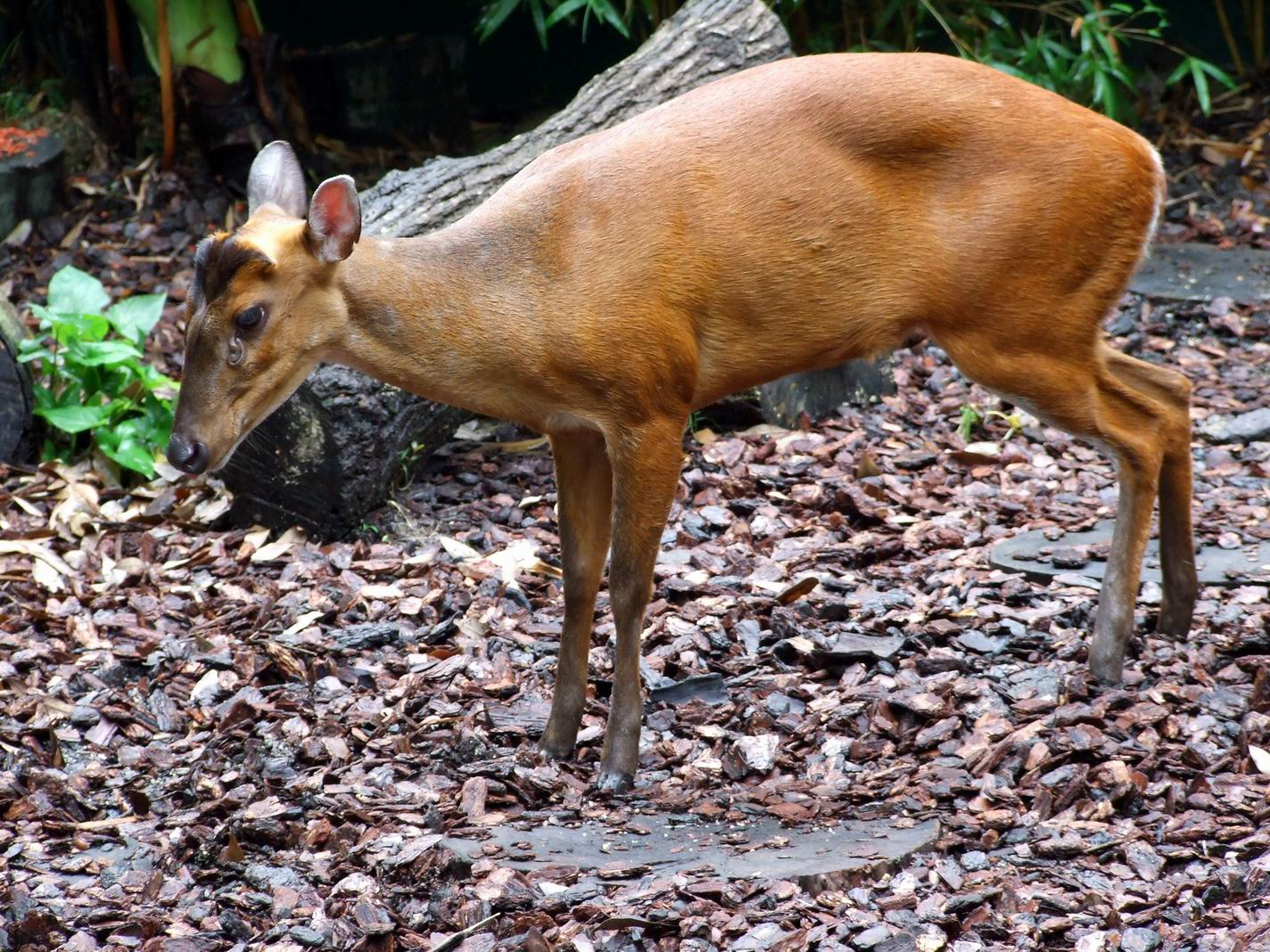
雌性赤麂

## 分佈
赤麂主要分佈於印度、東南亞及華南地區。

## 亞種
這是15個亞種：
- M. m. annamensis，印度支那
- M. m. aureus，印度半島
- M. m. bancanus
- M. m. curvostylis，泰國
- M. m. grandicornis，緬甸麂，緬甸
- M. m. malabaricus，南印度及斯里蘭卡
- M. m. montanus，山羌，蘇門答臘
- M. m. muntjak，爪哇麂，爪哇及蘇門答臘南部
- M. m. nainggolani，巴里島
- M. m. nigripes，海南麂，越南及海南島
- M. m. peninsulae，馬來西亞
- M. m. pleicharicus，婆羅洲南部
- M. m. robinsoni
- M. m. rubidus，婆羅洲北部
- M. m. vaginalis，緬甸及中國西南部

### 與山羌的分別
許多人會將赤麂與山羌混淆，甚至誤將兩者視為同一種動物，但分類學家將黃麂和赤麂歸為同屬不同種。兩者外形很相似，山羌身形較小，膚色由黃色至棕色都有；赤麂身形較龐大，一般呈紅棕色。在2006年香港漁護署做大型普查，才發現在港的所謂「山羌」，全部是赤麂。

## 保护
本种于2023年被收录入《有重要生态、科学、社会价值的陆生野生动物名录》。

## 資料來源
1. ↑  Timmins, R.J.; Duckworth, J.W.; Hedges, S. . The IUCN Red List of Threatened Species. 2016: e.T42190A56005589  [10 February 2023]. doi:10.2305/IUCN.UK.2016-1.RLTS.T42190A56005589.en .
2. ↑  http://hk.myblog.yahoo.com/littlematch2048/article?mid=19237&fid=-1&action=next%5B%5D
3. ↑  .   [2008-04-24]. （原始内容存档于2008-04-25）.
4. ↑  . 中华人民共和国中央人民政府. 2023-06-26  [2023-11-12]. （原始内容存档于2023-10-09）.

- 《模糊的腳印》，ISBN 962-86308-2-2
- 《香港陸上哺乳動物圖鑑》，ISBN 978-988-211-331-2，ISBN 988-211-331-1